# مارلون دي خيسوس
مارلون دي خيسوس (4 سبتمبر 1991 بإيبارا في الإكوادور - ) هو لاعب كرة قدم إكوادوري في مركز الهجوم.

## مسيرة اللاعب
شارك مع منتخب الإكوادور تحت 20 سنة لكرة القدم ومنتخب الإكوادور لكرة القدم. أما مع النوادي، فقد لعب مع برشلونة جواياكويل وريفر بليت وسوسيداد ديبورتيفو كيتو وغريميو بورتو أليغرينزي ومكابي حيفا ونادي إيميلك ونادي بويبلا ونادي ديبورتيفو إل ناسيونال ونادي مونتيري ونادي الجبلين و كوكوتا ديبورتيفو ‏.

## وصلات خارجية
- مارلون دي خيسوس على موقع الاتحاد الدولي (مؤرشف)  (الإنجليزية)
- مارلون دي خيسوس على موقع الاتحاد الدولي (مؤرشف)  (الإنجليزية)
- مارلون دي خيسوس على موقع الاتحاد الأوربي (الإنجليزية)
- مارلون دي خيسوس على موقع دوري كوريا الجنوبية (الإنجليزية)
- مارلون دي خيسوس على موقع قاعدة بيانات كرة القدم.إي يو (الإنجليزية)
- مارلون دي خيسوس على موقع ناشيونال فوتبول تيمز (الإنجليزية)
- مارلون دي خيسوس على موقع Soccerway.com (الإنجليزية)
- مارلون دي خيسوس على موقع عالم كرة القدم.نت (الإنجليزية)
- مارلون دي خيسوس على موقع AS.com (الإسبانية)